# Non avere paura - Un'amicizia con Papa Wojtyla
Non avere paura - Un'amicizia con Papa Wojtyla è un film per la televisione del 2014 diretto da Andrea Porporati tratto dal libro di Lino Zani dal titolo Era Santo era Uomo edito da Mondadori nel 2011.

## Trama
Nel 1981 Lino è un giovane maestro di sci e alpinista, insieme alla famiglia gestisce un rifugio sulle vette dell'Adamello. È passato qualche tempo dall'attentato a Giovanni Paolo II, e la famiglia Zani riceve una visita del tutto inattesa e al tempo stesso straordinaria: Karol Wojtyla chiede di poter trascorrere tre giorni presso il rifugio. Ma le sorprese per la famiglia Zani non finiscono qui, insieme al papa arriva anche un suo caro amico, altra importante personalità di quel periodo: il Presidente della Repubblica Italiana, Sandro Pertini.
Chiaramente la vita nel rifugio Zani viene stravolta da queste visite inattese e straordinarie. Gli Zani sono persone semplici, abituati ad accogliere sciatori e scalatori con cordialità, ma anche in maniera un po' spartana, modi che si addicono a quel  luogo così estremo come il monte Adamello. Ma forse sono proprio queste le caratteristiche ricercate da Papa Wojtyła, insieme alla pace e alla tranquillità garantite da un luogo così remoto.